# Gouzens
Gouzens település Franciaországban, Haute-Garonne megyében. Lakosainak száma 81 fő (2022. január 1.). Gouzens Montesquieu-Volvestre és Montberaud községekkel határos.

## Népesség
A település népességének változása:
| Lakosok száma | 72   | 52   | 61   | 94   | 84   | 86   | 81   | 81   | 81   | 81   |
|               | 1968 | 1982 | 1990 | 2006 | 2013 | 2015 | 2017 | 2019 | 2020 | 2022 |